# Maria Baxa
Maria Baxa serb. Марија Бакса (ur. 15 kwietnia 1946 w Osijeku, zm. 14 listopada 2019 w Belgradzie) – serbska aktorka, występująca przeważnie w filmach włoskich.
Urodzona w Osijeku, Baxa zadebiutowała w filmie Bokserki idą do nieba Brany Celovic, a następnie przeniosła się do Włoch, gdzie stała się popularną gwiazdką włoskiego kina gatunkowego, szczególnie w komediach erotycznych.

## Filmografia
- 1967: Bokserki idą do nieba jako Eva
- 1971: Bestie jako żona „Una bella famiglia”
- 1972: Dzielny Anselmo i jego giermek jako Fiammetta
- 1972: Boccaccio jako Tebalda
- 1972: Czarny Turyn jako Nascarella
- 1972: Joe Valachi jako Donna
- 1977: Czysty erotyzm jako Veronique
- 1977: Z miłości do Poppei jako Poppea
- 1982: Cyklop jako Vivjana
- 1984: Dusiciel kontra dusiciel jako Natalija